# 成住坏空
成住坏空是佛教中的概念。在佛教的時空觀中，以劫為基礎，來說明世界生成與毀滅的過程，而一個世界從成立到毀滅，其過程必經歷成、住、壞、空四個時期，稱為四劫。隨著四劫不斷遞嬗更迭，世界便隨之一次又一次地成了又壞，壞了又成。